# Il sentiero del pino solitario (film)
Il sentiero del pino solitario (The Trail of the Lonesome Pine) è un film del 1936 diretto da Henry Hathaway. Vincitore alla 4ª Mostra del Cinema di Venezia del premio per la miglior fotografia e candidato all'Oscar per la miglior colonna sonora.
Terza trasposizione cinematografica del romanzo di John Fox Jr. e primo film in Technicolor girato in esterni.

## Trama
Fra due famiglie del Kentucky scorre cattivo sangue che sfocia sempre in una perenne faida familiare. La situazione precipita quando un ingegnere arriva sul posto per comprare le loro terre attraverso le quali dovrà passare la ferrovia.

## Produzione
Il film fu prodotto dalla Walter Wanger Productions e dalla Paramount Pictures. Fu girato al Big Bear Lake nella California del Sud.

## Distribuzione
Distribuito dalla Paramount Pictures, il film uscì nelle sale statunitensi il 13 marzo 1936.

## Altre versioni
- The Trail of the Lonesome Pine di Frank L. Dear (1914)
- The Trail of the Lonesome Pine di Cecil B. DeMille (1916)
- The Trail of the Lonesome Pine di Charles Maigne  (1923)